# Movimiento de Renovación y Cambio
El Movimiento de Renovación y Cambio fue una agrupación política interna de la Unión Cívica Radical de la Argentina fundada en 1972 bajo el liderazgo de Raúl Alfonsín como producto de la confluencia de varios grupos radicales de tendencia socialdemócrata, como la Junta Coordinadora Nacional y Franja Morada.

## Historia
Como sector interno del radicalismo, el Movimiento de Renovación y Cambio se constituyó -como lo índica su nombre- en la búsqueda de remozar y oxigenar el viejo partido radical.
Tras el derrocamiento del presidente radical Arturo Illia, mientras que en torno a Ricardo Balbín fueron convergiendo antiguos intransigentes y unionistas, otros sectores provenientes de distintas tradiciones de la entonces UCR del Pueblo Con una marcada presencia juvenil, que con el apoyo de veteranos dirigentes como el propio Illia o Aldo Tessio culminaron en un movimiento renovador liderado por el exdiputado balbinista Raúl Alfonsín, presidente del Comité de la provincia de Buenos Aires durante la dictadura de la Revolución Argentina.
Con la apertura electoral en 1972, los «renovadores» enfrentaron en la interna radical a la Línea Nacional, que constituía el grupo de tendencia más moderada del radicalismo liderado por Balbín, entonces embarcado en su política de entendimiento con el peronismo para superar los viejos antagonismos.
El Movimiento de Renovación y Cambio perdió las elecciones internas de 1972 contra Línea Nacional, primero para cargos partidarios -pero superó holgadamente el piso del 25% que la carta orgánica partidaria exige para que la minoría obtenga representantes- y luego con la fórmula presidencial Raúl Alfonsín-Conrado Storani, que perdió por un margen realmente estrecho sobre medio millón de afiliados radicales. 

### Primarias presidenciales de la Unión Cívica Radical de 1972
|  | 54.27 % |

|  | 45.73 % |

|  | 100.00 % |

|  | 54.39 % |

Durante la dictadura militar llamada Proceso de Reorganización Nacional (1976-1983) el Movimiento de Renovación y Cambio mantuvo una posición muy crítica que lo distinguió de los vínculos con los militares que Balbín siguió conservando desde 1955. Alfonsín, por el contrario, fue cofundador de la Asamblea Permanente por los Derechos Humanos, abogado patrocinante de su colega y amigo Felipe Manuel Rodríguez Araya, en una causa en la que era defensor de una integrante del ERP, y portavoz de reclamos de partidos de izquierda. También  fueron de Renovación y Cambio los dirigentes radicales víctimas de la represión de la dictadura: el platense Sergio Karakachoff secuestrado y asesinado en 1976; los chubutenses Mario Abel Amaya e Hipólito Solari Yrigoyen, el entrerriano Rodolfo Miguel Parente (estos dos últimos salvados providencialmente). 
El Movimiento de Renovación y Cambio también se distinguió de la mayoría de las fuerzas políticas por su posición crítica y contraria a la guerra de las Malvinas en 1982.
La derrota en la Guerra de Malvinas hizo colapsar a la dictadura militar y llevó a una apurada salida democrática de 1983, para la cual volvieron a organizarse los partidos políticos de Argentina. En la Unión Cívica Radical, fue el Movimiento de Renovación y Cambio -y su subsector más dinámico la Junta Coordinadora Nacional- el que recibió la adhesión masiva de los simpatizantes del radicalismo, desplazando casi naturalmente a lo que quedaba de la Línea Nacional (Balbín había muerto en 1981). 
Renovación y Cambio se constituyó entonces en la agrupación mayoritaria de la UCR, imponiéndose en las elecciones internas para cargos partidarios realizadas en las distintas provincias, ganando el Comité Nacional cuya presidencia fue ocupada por Alfonsín y, en alianza con Línea Córdoba (Víctor H. Martínez) y con la aquiescencia de sectores de la desgajada Línea Nacional, obtuvo la designación de Raúl Alfonsín como candidato a presidente, quien finalmente resultaría triunfante en las elecciones presidenciales del 30 de octubre de 1983.
Durante el gobierno de Alfonsín (1983-1989), las relaciones internas de la UCR estuvieron marcadas por el enfrentamiento entre "los históricos" y la Coordinadora, aún dentro del Movimiento de Renovación y Cambio, que continuó formalmente como sector interno liderado por Alfonsín luego de finalizada su presidencia.

### Movimiento para la Democracia Social
En agosto de 1992, el alfonsinismo ortodoxo, liderado por Leopoldo Moreau y con el apoyo de Raúl Alfonsín constituye el Movimiento para la Democracia Social (MODESO) con un fuerte discurso socialdemócrata y reformista y en defensa del estado de bienestar. El concepto de "Democracia Social" como una especie de estatismo y hasta de proteccionismo moderado, alejado tanto de los colectivismos como del liberalismo clásico, había sido propugnado, desde la Unión Cívica Radical del Pueblo de los años '60, por Miguel Ángel Zavala Ortiz. Zavala Ortiz había fallecido un año antes de las elecciones de 1983, pero su pensamiento en materia de economía y de relaciones exteriores tuvo una gran influencia en el de Alfonsín, tanto en forma directa como a través de dos de sus más estrechos colaboradores, Conrado Storani y Dante Caputo. Con este acto se extinguió el Movimiento de Renovación y Cambio, dando origen a una nueva línea interna del radicalismo el MODESO.

### Movimiento Nacional Alfonsinista
Tras la muerte de Alfonsín, en diciembre de 2014, argumentando una supuesta derechización en la dirigencia y en el interior del radicalismo, el Movimiento para la Democracia Social, dirigido por Leopoldo Moreau, toma el nombre de Movimiento Nacional Alfonsinista (MNA) promoviendo a un "radicalismo popular" que sostuviera los valores y principios socialdemócratas atribuidos por Moreau a Raúl Alfonsín, considerando que la UCR de ese momento ya no sostenía esos ideales. 
Posteriormente en abril de 2015 disconforme con la alianza de la UCR con el PRO, el MNA se escinde de la UCR y se suma al Frente para la Victoria. Esta ruptura de la UCR se materializa mediante un congreso de tres días realizado en Parque Norte en la Ciudad de Buenos Aires. El último día del congreso del MNA es cerrado por la presidenta Cristina Fernández de Kirchner.
En esta escisión, Moreau recibió el apoyo de unos pocos dirigentes radicales como Leandro Santoro y Gustavo López, además de su hija Cecilia Moreau. El grueso de los anteriores dirigentes históricos de Renovación y Cambio permanecieron en la Unión Cívica Radical.

### Periodos históricos
- Historia de la Unión Cívica Radical (1916-1930)
- Historia de la Unión Cívica Radical (1903-1916)
- Historia de la Unión Cívica Radical (1930-1943)
- Historia de la Unión Cívica Radical (1943-1955)
- Historia de la Unión Cívica Radical (1955-1972)
- Historia de la Unión Cívica Radical (1990-2000)

### Levantamientos armados
- Revolución del Parque (1890)
- Revolución radical de 1893
- Revolución radical de 1905
- Revolución radical de 1932

### Emblemas partidarios
- Escudo de la UCR
- Marcha Radical
- Pluma y martillo

### Instituciones orgánicas
- Comité Nacional de la Unión Cívica Radical
- Convención Nacional de la Unión Cívica Radical
- Juventud Radical
- Franja Morada
- Organización de Trabajadores Radicales
- Instituto Lebensohn

### Grupos internos
- Alfonsinismo
- Corriente de Opinión Nacional
- Fuerza de Orientación Radical de la Joven Argentina
- Junta Coordinadora Nacional
- Juventud Radical Revolucionaria
- Klan Radical
- Lencinismo
- Línea Córdoba
- Línea Nacional
- Movimiento de Intransigencia y Renovación
- Radical unionista
- Radicales K
- Cantera Popular
- Movimiento para la Democracia Social
- Movimiento de Renovación Nacional
- Movimiento Arturo Illia
- Juventud Radical En Lucha
- Movimiento Juvenil de Agitación y Lucha
- Movimiento de la Juventud Radical (MJR)

### Partidos derivados
- Unión Cívica Radical Bloquista
- Unión Cívica Radical Antipersonalista
- Unión Cívica Radical del Pueblo
- Unión Cívica Radical Junta Renovadora
- Unión Cívica Radical Unificada
- Partido Intransigente (ex UCRI)
- Afirmación de una República Igualitaria
- Generación para un Encuentro Nacional
- Recrear para el Crecimiento